# Iowa Corn Indy 300 2014
Das Iowa Corn Indy 300 2014 fand am 12. Juli auf dem Iowa Speedway in Newton, Iowa, Vereinigte Staaten statt und war das zwölfte Rennen der IndyCar Series 2014.

## Berichte

### Hintergrund
Nach dem Pocono IndyCar 500 führte Will Power in der Fahrerwertung ohne Vorsprung auf Hélio Castroneves und mit 44 Punkten auf Simon Pagenaud.
Im Vergleich zu den bisherigen Ausgaben des Iowa Corn Indy wurde die Distanz um 50 Runden auf 300 Runden erhöht.
Das Rennen fand am Samstagabend unter Flutlicht statt.
Mit Tony Kanaan, Marco Andretti, Ryan Hunter-Reay und James Hinchcliffe traten vier ehemalige Sieger zu diesem Rennen an. Seit vier Jahren war Andretti Autosport bei diesem Indy ungeschlagen.

### Training
Aufgrund von Regenfällen am Freitag wurde der ursprüngliche Plan, der ein 75-minütiges Training, ein Qualifying und ein 30-minütiges Abschlusstraining vorsah, modifiziert. Das Abschlusstraining wurde gestrichen und ein zweites Training zwischen erstem Training und Qualifying eingefügt, sowie das Qualifying nach hinten verschoben. Das erste Training dauerte 15 Minuten, das zweite Training 90 Minuten.
Im ersten Training war Hinchcliffe am schnellsten. Kanaan wurde Zweiter, Carlos Muñoz Dritter.
Im zweiten Training erzielte Juan Pablo Montoya die Bestzeit vor seinem Teamkollegen Power und Hinchcliffe.

### Qualifying
Das Qualifying wurde im Einzelzeitfahren ausgetragen. Die Startreihenfolge für das Einzelzeitfahren wurde ausgelost. Jeder Pilot fuhr zwei schnelle Runden am Stück. Die dabei erzielte Durchschnittsgeschwindigkeit entschied über die Reihenfolge der Startaufstellung.
Scott Dixon war am schnellsten und erzielte die Pole-Position vor seinem Teamkollegen Kanaan und Castroneves. Mit Ryan Briscoe (Platz 4) und Charlie Kimball (Platz 7) schafften es damit alle vier Ganassi-Piloten in die Top 10. Montoya, der im Training am schnellste war, erreichte nur den 19. Startplatz.

### Rennen
Das Rennen war von vielen Rad-an-Rad-Duellen geprägt, die aufgrund der Streckencharakteristik resultierten.
Dixon verlor die Führung in der ersten Runde und Kanaan übernahm die Führung. Wegen Regen wurde das Rennen zunächst in der 33. Runde mit der gelben Flagge neutralisiert, bevor es in der 39. Runde unterbrochen wurde. Nach einer Pause von 26 Minuten ging es hinter dem Safety Car weiter. Bevor das Rennen freigegeben wurde, gingen die Fahrer an die Box, sodass Castroneves beim Restart in Führung lag. Beim Restart unterlief Mikhail Aleshin ein Fahrerfehler. Er löste eine Kollision aus, bei der er und Takuma Satō ausschieden.
In der 77. Runde übernahm Kanaan erneut die Führung von Castroneves. Kanaan führte das Rennen für die nächsten 170 Rennen ununterbrochen an. Wegen Trümmerteilen in der dritten Kurve wurde das Rennen in der 90. Runde erneut für mehrere Runden neutralisiert. In der Zwischenzeit hatte Carlos Huertas aus gesundheitlichen Gründen aufgegeben. Montoya musste seinen Heckflügel im ersten Drittel wechseln und verlor dabei eine Runde, die er im späteren Verlauf aber wieder gut machte.
Sebastian Saavedra hatte sich bis zur 160. Runde von Platz 17 startend auf die dritte Position vorgearbeitet. Er streifte die Mauer und löste eine Gelbphase aus. Er fuhr noch einige Runden weiter, gab aber vor Rennende auf. In der Zwischenzeit war Sébastien Bourdais mit einem technischen Defekt ausgeschieden. In der 230. Runde blieb Andretti mit einem Motorschaden auf der Gegengeraden stehen. Zur Bergung des Fahrzeugs wurde das Rennen hinter dem Safety Car weitergeführt.
Sieben Runden nach dem Restart verlor Kanaan die Führung boxenstoppbedingt für mehrere Runden an seinen Teamkollegen Dixon. In der 281. Runde kollidierten Ed Carpenter und Montoya im Duell um den fünften Platz. Carpenter hatte Montoya übersehen und geblockt. Montoya fuhr in die Streckenbegrenzung und schied aus. Carpenter gestand seinen Fehler nach dem Rennen ein. Das Rennen, welches Kanaan bis dahin dominiert hatte, nahm anschließend eine Wendung, die das Renngeschehen auf den Kopf stellte. Hunter-Reay und Josef Newgarden wurden von ihren Rennstrategen Michael Andretti und Andy O’Gara in der 284. Runde an die Box beordert. Beide Fahrer lagen anschließend außerhalb der Top 10.
Hunter-Reay und Newgarden verglichen die Runden nach dem Restart mit einem Videospiel. Vor dem Restart führte Kanaan vor Dixon, Castroneves und Power. Hunter-Reay und Newgarden überholten in den letzten 11 Runden nach dem Restart alle anderen Fahrer. Hunter-Reay übernahm die Führung, Newgarden wurde Zweiter. Die anderen Fahrer waren auf älteren Reifen chancenlos gegen die beiden.
Hunter-Reay, der nur zwei Runden in Führung lag, gewann schließlich vor Newgarden. Kanaan wurde mit 247 Führungsrunden Dritter vor Dixon und Carpenter. Hinchcliffe, Graham Rahal, Castroneves, Briscoe und Kimball komplettierten die Top 10. Damit lagen alle vier Ganassi-Fahrzeuge in die Top 10. Hunter-Reay gewann sein drittes Saisonrennen und Andretti Autosport gelang der fünfte Sieg bei dieser Veranstaltung in Folge.
In der Fahrerwertung übernahm Castroneves die Führung von Power, der nun Zweiter war. Hunter-Reay verbesserte sich auf den dritten Platz.

## Meldeliste
Alle Teams und Fahrer verwendeten das Chassis Dallara DW12 mit einem Aero-Kit von Dallara und Reifen von Firestone.
| Team                                  | Nr. | Fahrer             | Motor     |
| ------------------------------------- | --- | ------------------ | --------- |
| Penske Motorsports                    | 02  | Juan Pablo Montoya | Chevrolet |
| Team Penske                           | 03  | Hélio Castroneves  | Chevrolet |
| Team Penske                           | 12  | Will Power         | Chevrolet |
| Schmidt Peterson Motorsports          | 07  | Mikhail Aleshin    | Honda     |
| NTT Data Chip Ganassi Racing          | 08  | Ryan Briscoe       | Chevrolet |
| Target Chip Ganassi Racing            | 09  | Scott Dixon        | Chevrolet |
| Target Chip Ganassi Racing            | 10  | Tony Kanaan        | Chevrolet |
| KVSH Racing                           | 11  | Sébastien Bourdais | Chevrolet |
| A. J. Foyt Enterprises                | 14  | Takuma Satō        | Honda     |
| Rahal Letterman Lanigan Racing        | 15  | Graham Rahal       | Honda     |
| KV AFS Racing                         | 17  | Sebastian Saavedra | Chevrolet |
| Dale Coyne Racing                     | 18  | Carlos Huertas     | Honda     |
| Dale Coyne Racing                     | 19  | Justin Wilson      | Honda     |
| Ed Carpenter Racing                   | 20  | Ed Carpenter       | Chevrolet |
| Andretti Autosport                    | 25  | Marco Andretti     | Honda     |
| Andretti Autosport                    | 27  | James Hinchcliffe  | Honda     |
| Andretti Autosport                    | 28  | Ryan Hunter-Reay   | Honda     |
| Andretti – HVM                        | 34  | Carlos Muñoz       | Honda     |
| Sarah Fisher Hartman Racing           | 67  | Josef Newgarden    | Honda     |
| Schmidt Peterson Hamilton Motorsports | 77  | Simon Pagenaud     | Honda     |
| Chip Ganassi Racing Teams             | 83  | Charlie Kimball    | Chevrolet |
| BHA/BBM with Curb Agajanian           | 98  | Jack Hawksworth    | Honda     |

Quelle: 

## Klassifikationen

### Qualifying
| Pos. | Fahrer             | Team                                  | Fahrzeug          | Zeit      | Ø-Geschwindigkeit in mph | Start |
| ---- | ------------------ | ------------------------------------- | ----------------- | --------- | ------------------------ | ----- |
| 01   | Scott Dixon        | Target Chip Ganassi Racing            | Dallara-Chevrolet | 0:34,5588 | 186,256                  | 01    |
| 02   | Tony Kanaan        | Target Chip Ganassi Racing            | Dallara-Chevrolet | 0:34,6267 | 185,891                  | 02    |
| 03   | Hélio Castroneves  | Team Penske                           | Dallara-Chevrolet | 0:34,6651 | 185,685                  | 03    |
| 04   | Ryan Briscoe       | NTT Data Chip Ganassi Racing          | Dallara-Chevrolet | 0:34,7299 | 185,339                  | 04    |
| 05   | Carlos Muñoz       | Andretti – HVM                        | Dallara-Honda     | 0:34,7885 | 185,027                  | 05    |
| 06   | Sébastien Bourdais | KVSH Racing                           | Dallara-Chevrolet | 0:34,7995 | 184,968                  | 06    |
| 07   | Charlie Kimball    | Chip Ganassi Racing Teams             | Dallara-Honda     | 0:34,8420 | 184,743                  | 07    |
| 08   | Marco Andretti     | Andretti Autosport                    | Dallara-Honda     | 0:34,8451 | 184,726                  | 08    |
| 09   | Will Power         | Team Penske                           | Dallara-Chevrolet | 0:34,8533 | 184,683                  | 09    |
| 10   | Ed Carpenter       | Ed Carpenter Racing                   | Dallara-Chevrolet | 0:34,8710 | 184,589                  | 10    |
| 11   | Simon Pagenaud     | Schmidt Peterson Hamilton Motorsports | Dallara-Honda     | 0:34,9106 | 184,380                  | 11    |
| 12   | Mikhail Aleshin    | Schmidt Peterson Motorsports          | Dallara-Honda     | 0:34,9226 | 184,316                  | 12    |
| 13   | Ryan Hunter-Reay   | Andretti Autosport                    | Dallara-Honda     | 0:35,0308 | 183,747                  | 13    |
| 14   | James Hinchcliffe  | Andretti Autosport                    | Dallara-Honda     | 0:35,1070 | 183,348                  | 14    |
| 15   | Graham Rahal       | Rahal Letterman Lanigan Racing        | Dallara-Honda     | 0:35,1351 | 183,201                  | 15    |
| 16   | Takuma Satō        | A. J. Foyt Enterprises                | Dallara-Honda     | 0:35,1567 | 183,089                  | 16    |
| 17   | Sebastian Saavedra | KV AFS Racing                         | Dallara-Chevrolet | 0:35,1578 | 183,083                  | 17    |
| 18   | Justin Wilson      | Dale Coyne Racing                     | Dallara-Honda     | 0:35,2788 | 182,455                  | 18    |
| 19   | Juan Pablo Montoya | Penske Motorsports                    | Dallara-Chevrolet | 0:35,3055 | 182,317                  | 19    |
| 20   | Jack Hawksworth    | BHA/BBM with Curb Agajanian           | Dallara-Honda     | 0:35,5148 | 181,243                  | 20    |
| 21   | Josef Newgarden    | Sarah Fisher Hartman Racing           | Dallara-Honda     | 0:35,5649 | 180,987                  | 21    |
| 22   | Carlos Huertas     | Dale Coyne Racing                     | Dallara-Honda     | 0:36,1926 | 177,849                  | 22    |

Quellen: 

### Rennen
| Pos. | Fahrer             | Team                                  | Fahrzeug          | Runden | Zeit         | Start | Führungsrunden |
| ---- | ------------------ | ------------------------------------- | ----------------- | ------ | ------------ | ----- | -------------- |
| 01   | Ryan Hunter-Reay   | Andretti Autosport                    | Dallara-Honda     | 300    | 2:01:58,8160 | 13    | 002            |
| 02   | Josef Newgarden    | Sarah Fisher Hartman Racing           | Dallara-Honda     | 300    | + 0,5814     | 21    | 000            |
| 03   | Tony Kanaan        | Target Chip Ganassi Racing            | Dallara-Chevrolet | 300    | + 1,0676     | 02    | 247            |
| 04   | Scott Dixon        | Target Chip Ganassi Racing            | Dallara-Chevrolet | 300    | + 2,7606     | 01    | 017            |
| 05   | Ed Carpenter       | Ed Carpenter Racing                   | Dallara-Chevrolet | 300    | + 4,9819     | 10    | 000            |
| 06   | James Hinchcliffe  | Andretti Autosport                    | Dallara-Honda     | 300    | + 5,0135     | 14    | 000            |
| 07   | Graham Rahal       | Rahal Letterman Lanigan Racing        | Dallara-Honda     | 300    | + 6,7976     | 15    | 000            |
| 08   | Hélio Castroneves  | Team Penske                           | Dallara-Chevrolet | 300    | + 7,1408     | 03    | 034            |
| 09   | Ryan Briscoe       | NTT Data Chip Ganassi Racing          | Dallara-Chevrolet | 300    | + 7,1896     | 04    | 000            |
| 10   | Charlie Kimball    | Chip Ganassi Racing Teams             | Dallara-Honda     | 300    | + 7,6098     | 07    | 000            |
| 11   | Simon Pagenaud     | Schmidt Peterson Hamilton Motorsports | Dallara-Honda     | 300    | + 7,7794     | 11    | 000            |
| 12   | Carlos Muñoz       | Andretti – HVM                        | Dallara-Honda     | 300    | + 7,8190     | 05    | 000            |
| 13   | Justin Wilson      | Dale Coyne Racing                     | Dallara-Honda     | 300    | + 11,2612    | 18    | 000            |
| 14   | Will Power         | Team Penske                           | Dallara-Chevrolet | 300    | + 11,7947    | 09    | 000            |
| 15   | Jack Hawksworth    | BHA/BBM with Curb Agajanian           | Dallara-Honda     | 296    | + 4 Runden   | 20    | 000            |
| 16   | Juan Pablo Montoya | Penske Motorsports                    | Dallara-Chevrolet | 280    | DNF          | 19    | 000            |
| 17   | Sebastian Saavedra | KV AFS Racing                         | Dallara-Chevrolet | 258    | DNF          | 17    | 000            |
| 18   | Marco Andretti     | Andretti Autosport                    | Dallara-Honda     | 229    | DNF          | 08    | 000            |
| 19   | Sébastien Bourdais | KVSH Racing                           | Dallara-Chevrolet | 130    | DNF          | 06    | 000            |
| 20   | Carlos Huertas     | Dale Coyne Racing                     | Dallara-Honda     | 078    | DNF          | 22    | 000            |
| 21   | Mikhail Aleshin    | Schmidt Peterson Motorsports          | Dallara-Honda     | 047    | DNF          | 12    | 000            |
| 22   | Takuma Satō        | A. J. Foyt Enterprises                | Dallara-Honda     | 047    | DNF          | 16    | 000            |

Quellen: 

#### Führungsabschnitte
| Abschnitt | Runden  | Fahrer            |
| --------- | ------- | ----------------- |
| 01        | 1       | Scott Dixon       |
| 02        | 2–42    | Tony Kanaan       |
| 03        | 43–76   | Hélio Castroneves |
| 04        | 77–247  | Tony Kanaan       |
| 05        | 248–263 | Scott Dixon       |
| 06        | 264–298 | Tony Kanaan       |
| 07        | 299–300 | Ryan Hunter-Reay  |

Quellen: 

#### Gelbphasen
| Nr. | Dauer   | Runden | Grund für Gelbphase                                                |
| --- | ------- | ------ | ------------------------------------------------------------------ |
| 1   | 33–38   | 6      | Streckenbedingungen: Nässe                                         |
| 2   | 39–47   | 9      | Rote Flagge / Restart                                              |
| 3   | 49–62   | 14     | Kontakt: Mikhail Aleshin (#7) und Takuma Satō (#14) in Kurve 4     |
| 4   | 90–98   | 9      | Trümmerteile in Kurve 3                                            |
| 5   | 161–170 | 10     | Kontakt: Sebastian Saavedra (#17) in Kurve 2                       |
| 6   | 231–241 | 11     | Stillstand: Marco Andretti (#25) auf der Gegengeraden              |
| 7   | 282–290 | 9      | Kontakt: Juan Pablo Montoya (#2) und Ed Carpenter (#20) in Kurve 3 |

Quellen: 

## Punktestände nach dem Rennen

### Fahrerwertung
Die Punktevergabe wird hier erläutert.
| Pos. | Fahrer             | Punkte |
| ---- | ------------------ | ------ |
| 01.  | Hélio Castroneves  | 471    |
| 02.  | Will Power         | 462    |
| 03.  | Ryan Hunter-Reay   | 439    |
| 04.  | Simon Pagenaud     | 421    |
| 05.  | Juan Pablo Montoya | 405    |
| 06.  | Carlos Muñoz       | 358    |
| 07.  | Marco Andretti     | 337    |
| 08.  | Scott Dixon        | 331    |
| 09.  | Ryan Briscoe       | 307    |
| 10.  | Tony Kanaan        | 305    |
| 11.  | James Hinchcliffe  | 294    |
| 12.  | Sébastien Bourdais | 282    |

| Pos. | Fahrer             | Punkte |
| ---- | ------------------ | ------ |
| 13.  | Mikhail Aleshin    | 272    |
| 14.  | Justin Wilson      | 270    |
| 15.  | Josef Newgarden    | 260    |
| 16.  | Charlie Kimball    | 259    |
| 17.  | Jack Hawksworth    | 242    |
| 18.  | Carlos Huertas     | 234    |
| 19.  | Graham Rahal       | 228    |
| 20.  | Sebastian Saavedra | 209    |
| 21.  | Takuma Satō        | 197    |
| 22.  | Ed Carpenter       | 168    |
| 23.  | Mike Conway        | 152    |
| 24.  | Oriol Servià       | 88     |

| Pos. | Fahrer             | Punkte |
| ---- | ------------------ | ------ |
| 25.  | Kurt Busch         | 80     |
| 26.  | J. R. Hildebrand   | 66     |
| 27.  | Sage Karam         | 57     |
| 28.  | James Davison      | 34     |
| 29.  | Jacques Villeneuve | 29     |
| 30.  | Alex Tagliani      | 28     |
| 31.  | Luca Filippi       | 24     |
| 32.  | Townsend Bell      | 22     |
| 33.  | Pippa Mann         | 21     |
| 34.  | Martin Plowman     | 18     |
| 35.  | Buddy Lazier       | 11     |
| 36.  | Franck Montagny    | 8      |